# Isabel Preysler
María Isabel Preysler Arrastía, född 18 februari 1950 i Manila, är en filippinsk fotomodell och programledare. Hon är mor till sångarna Enrique och Julio Iglesias Jr. samt journalisten Chábeli Iglesias.
Isabel Preysler levde tillsammans med nobelpristagaren Mario Vargas Llosa under åren 2015 till 2022. I december 2022 meddelade dock paret att de hade avslutat sin relation,